# Kempton (Illinois)
Kempton es una villa ubicada en el condado de Ford en el estado estadounidense de Illinois. En el Censo de 2010 tenía una población de 231 habitantes y una densidad poblacional de 418,73 personas por km².

## Geografía
Kempton se encuentra ubicada en las coordenadas 40°56′7″N 88°14′8″O / 40.93528, -88.23556. Según la Oficina del Censo de los Estados Unidos, Kempton tiene una superficie total de 0.55 km², de la cual 0.55 km² corresponden a tierra firme y (0%) 0 km² es agua.

## Demografía
Según el censo de 2010, había 231 personas residiendo en Kempton. La densidad de población era de 418,73 hab./km². De los 231 habitantes, Kempton estaba compuesto por el 99.13% blancos, el 0% eran afroamericanos, el 0% eran amerindios, el 0% eran asiáticos, el 0% eran isleños del Pacífico, el 0% eran de otras razas y el 0.87% pertenecían a dos o más razas. Del total de la población el 1.3% eran hispanos o latinos de cualquier raza.